# Girolamo da Carpi
Girolamo da Carpi, auch Girolamo Sellari, (* 1501 in Ferrara; † 1556 ebenda) war ein italienischer Maler und Architekt der Renaissance (Schule von Ferrara). Er arbeitete viel in Ferrara für die Herzöge aus dem Haus Este.

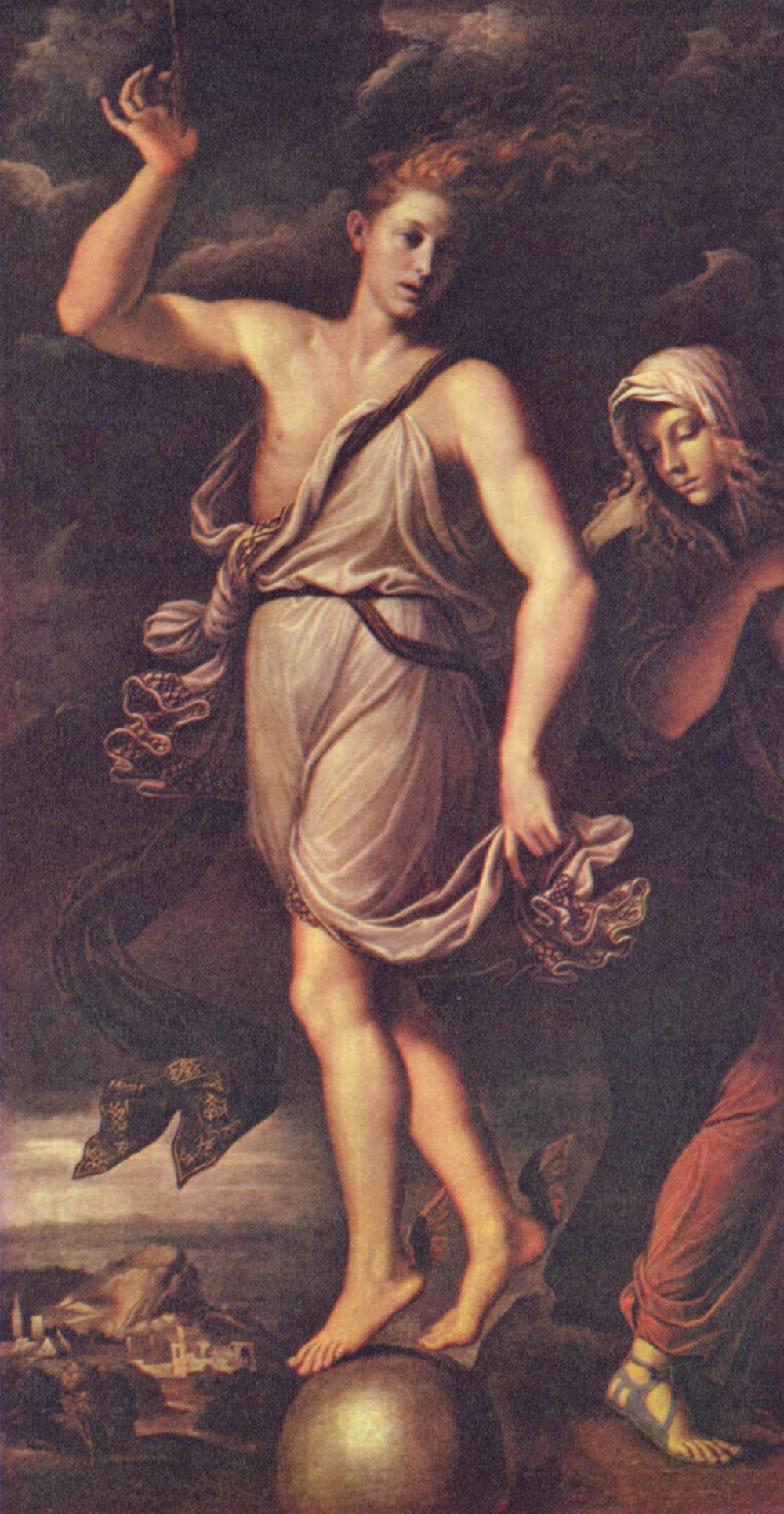
Geduld und Gelegenheit, 1541, Gemäldegalerie Dresden

Er war der Sohn des Malers Tommaso aus Carpi, der Sattler (Sellaio) genannt wurde. Er war nach der Lebensgeschichte da Carpis bei Vasari eine Art Schildermaler. Da Carpi ging erst in Ferrara in die Malerlehre bei Garofalo und dann nach Bologna. Er besuchte auch Rom und wurde vom Manierismus von Parmigianino und Giulio Romano beeinflusst. Zurück in Ferrara arbeitete er für die Herzöge von Este unter anderem als Freskenmaler (Herzogspalast in Ferrara, Villen in Belriguardo und Copparo), teilweise mit Dosso Dossi und Battista Dossi (Fresken in der Villa Imperiale in Pesaro).

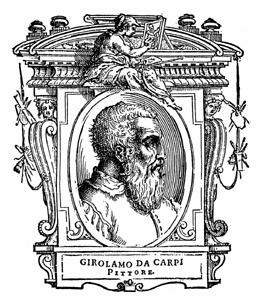
Bild in Vasaris Malerbiographien 1568

Er war auch Architekt und erhielt 1550 von Papst Julius III. den Auftrag, den Belvedere-Komplex im Vatikan umzubauen. In Ferrara leitete er die Erweiterung des Castello Estense, entwarf den Palazzo Naselli-Crispi und die Kirche San Francesco.
Neben religiösen und mythologischen Sujets malte er Porträts und Bilder mit fantastischen Landschaften.
Eines seiner Hauptwerke ist die Himmelfahrt Maria in der National Gallery of Art in Washington D.C. (Muzzarelli-Tafel nach der unten im Bild abgebildeten Stifterin Julia Muzzarelli). Die Maria in der Glorie erscheint vier Heiligen der Gemäldegalerie Dresden ist seit 1945 verschollen. In Dresden sind auch weitere Gemälde von ihm (Gelegenheit und Geduld 1541, Judith mit dem Haupt des Holofernes, Diana und Endymion, Ganymed, Venus in von Schwänen gezogenen Muschel), teilweise mit mythologischem Inhalt aus dem Palast der Herzöge von Ferrara. Weiter ist in Bologna in San Martino eine Anbetung der Könige (1531) und in San Salvatore die Mystische Hochzeit der Heiligen Katharina (1532–34).

## Galerie

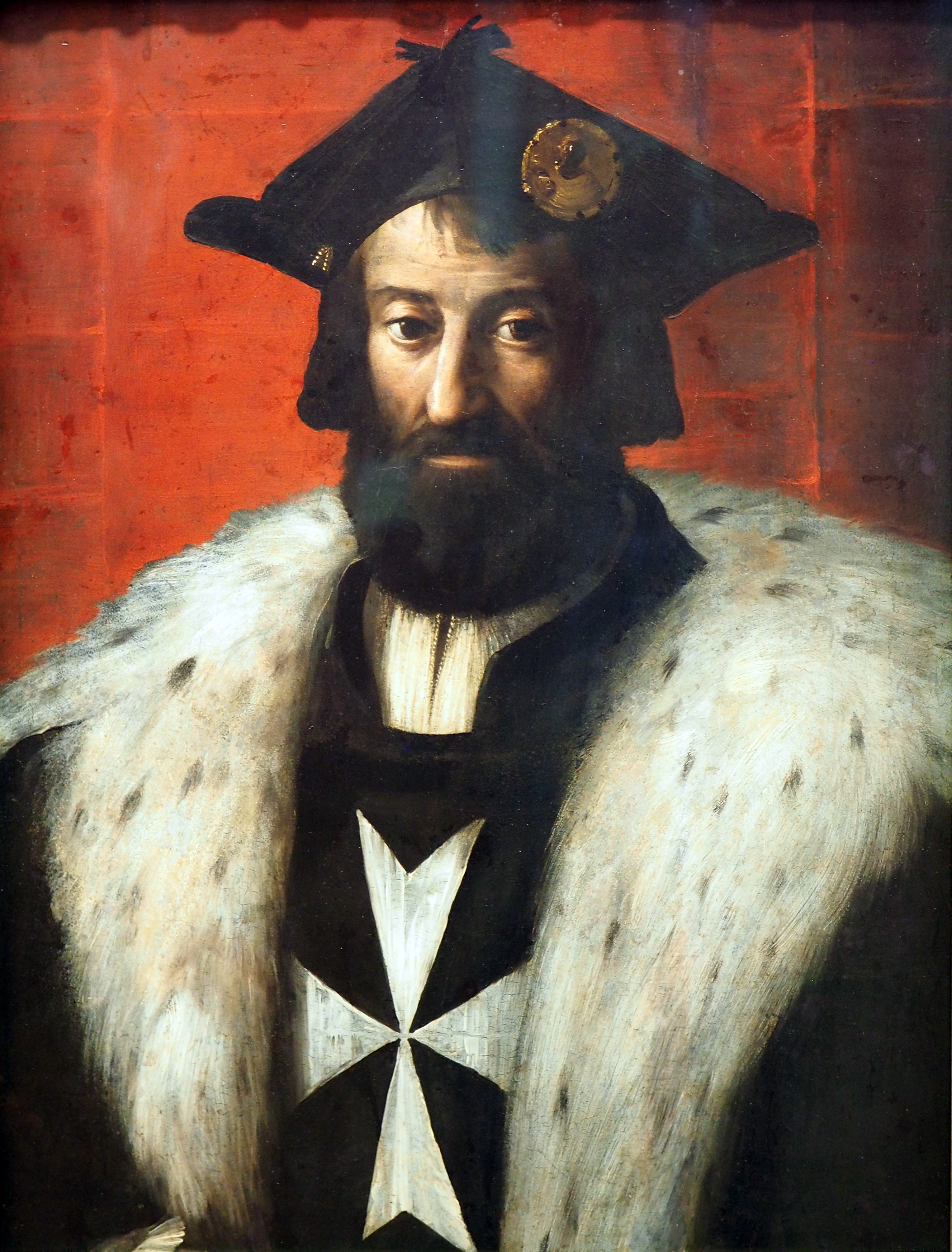
Brustbild eines Johanniters von (1526/27)
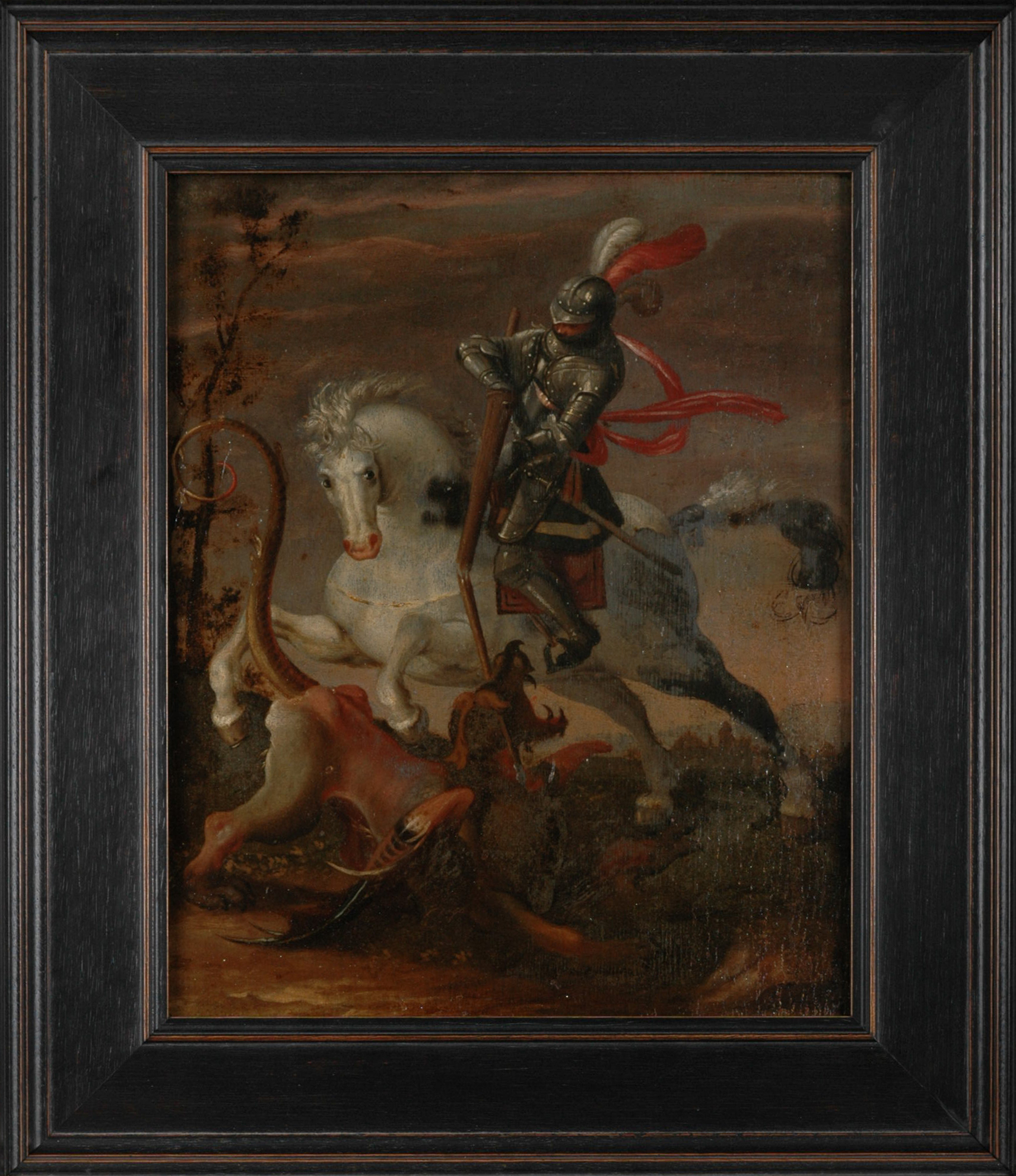
Heiliger Georg den Drachen tötend
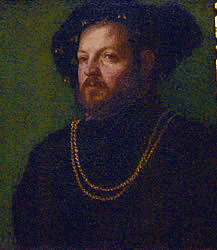
Porträt eines Edelmanns
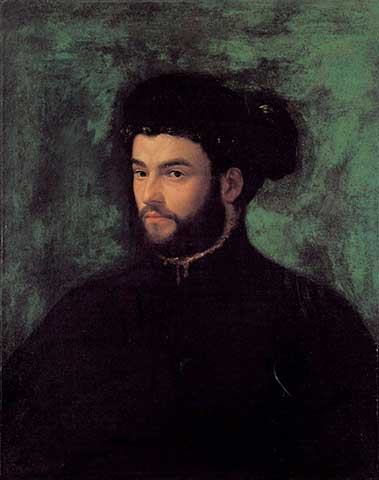
Porträt eines Edelmanns
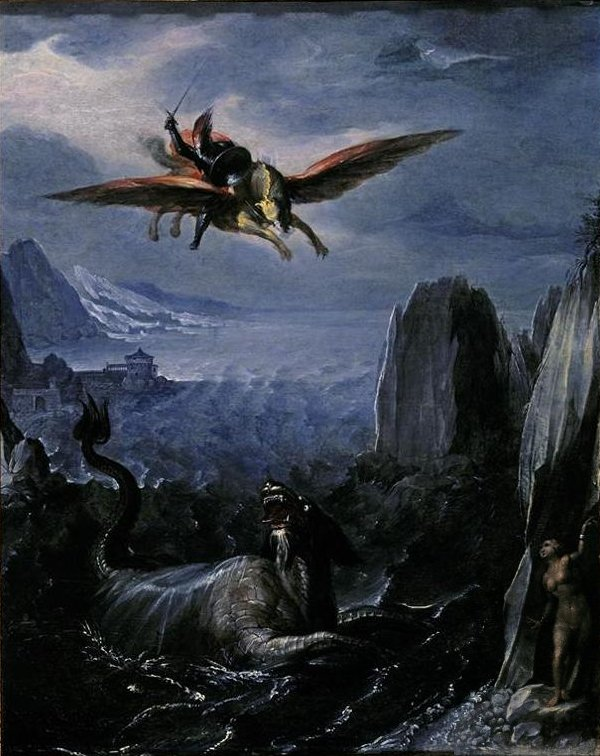
Ruggiero rettet Angelica auf dem Hippogryph (nach Ariost Orlando Furioso), El Paso Museum of Art
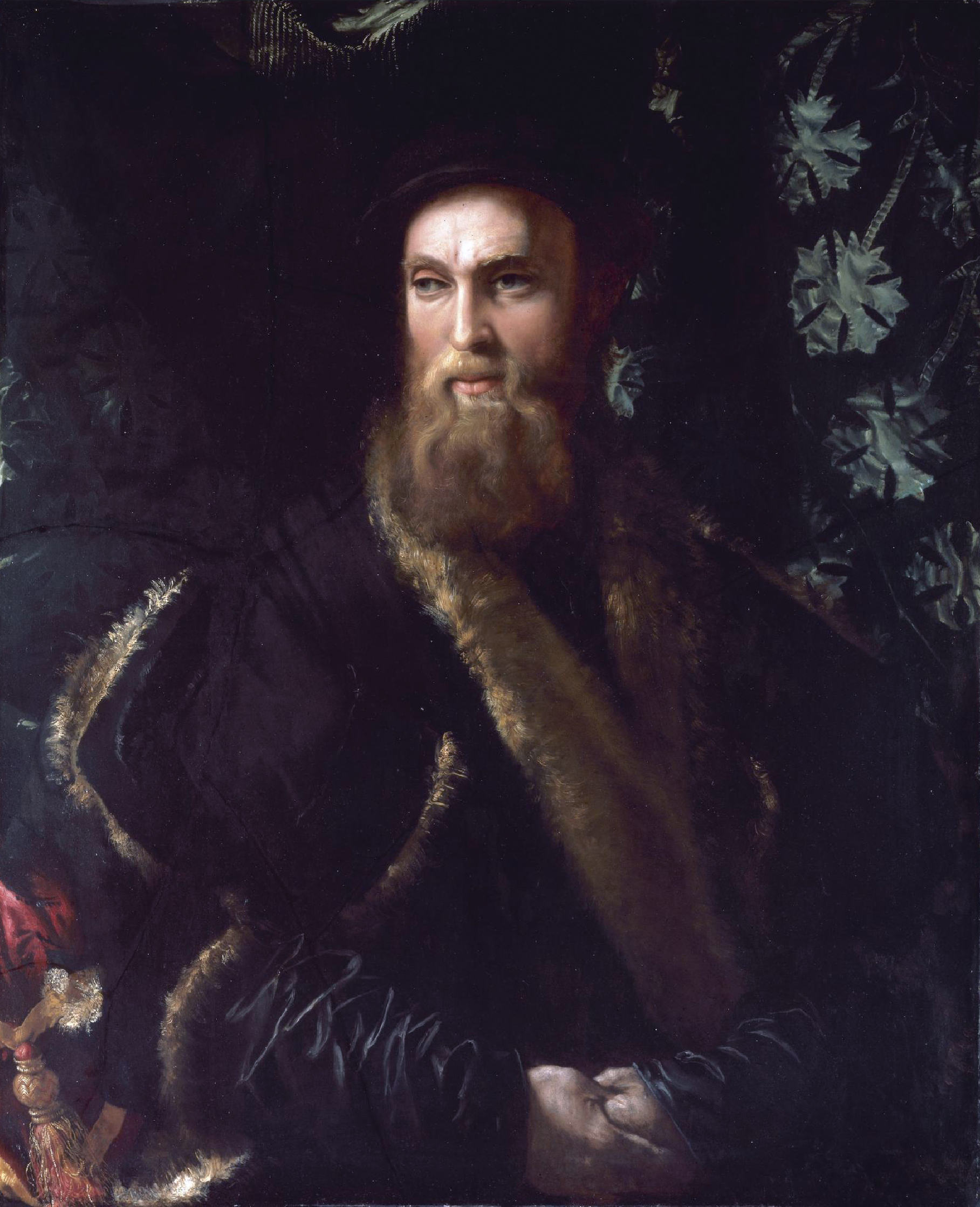
Bindo Altoviti
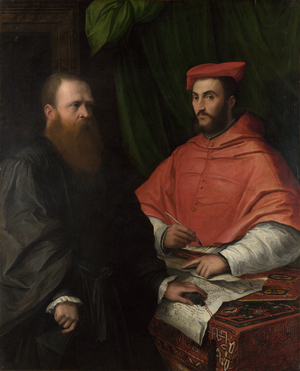
Ippolito de Medici und Mario Bracci
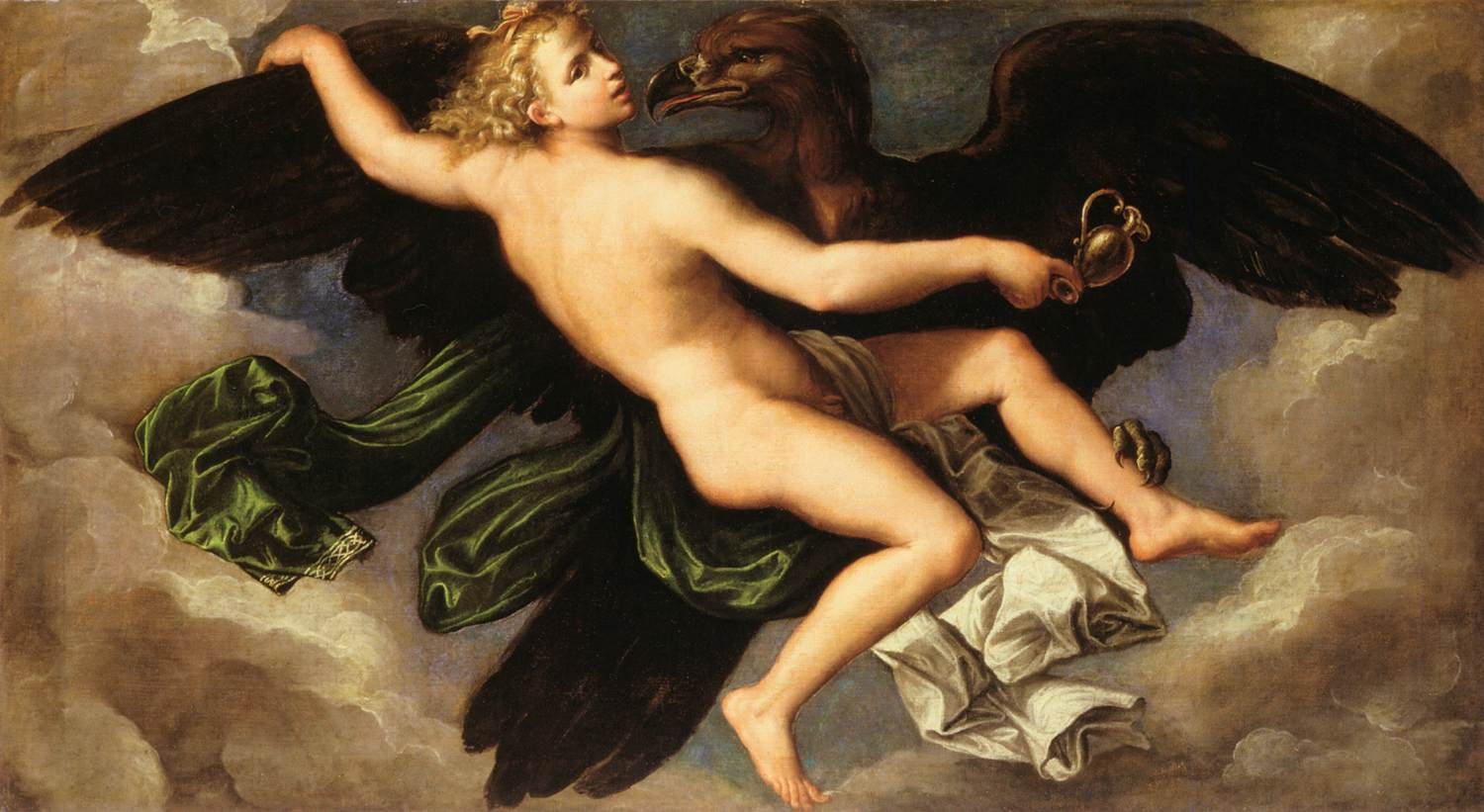
Raub von Ganymed
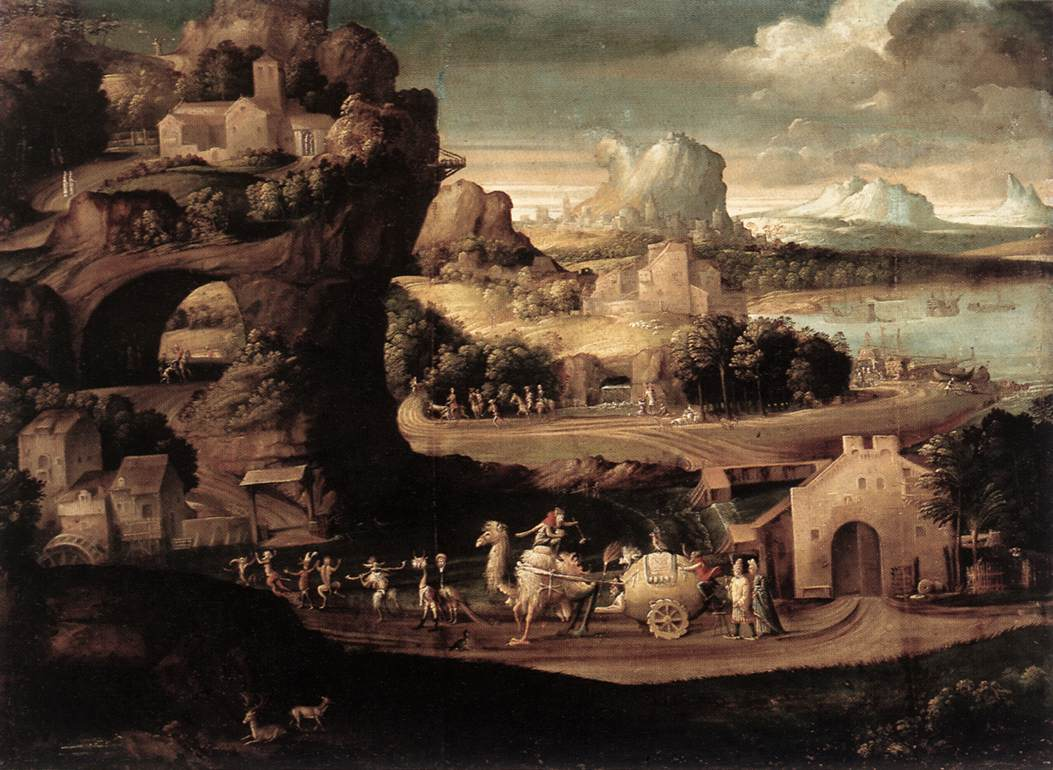
Landschaft mit Zauberern